# Brigitte Peterhans
Brigitte Peterhans, geb. Schlaich (* 27. August 1928 in Sulz am Neckar; † 15. Januar 2021 in Stuttgart) war eine deutsch-amerikanische Architektin.

## Leben

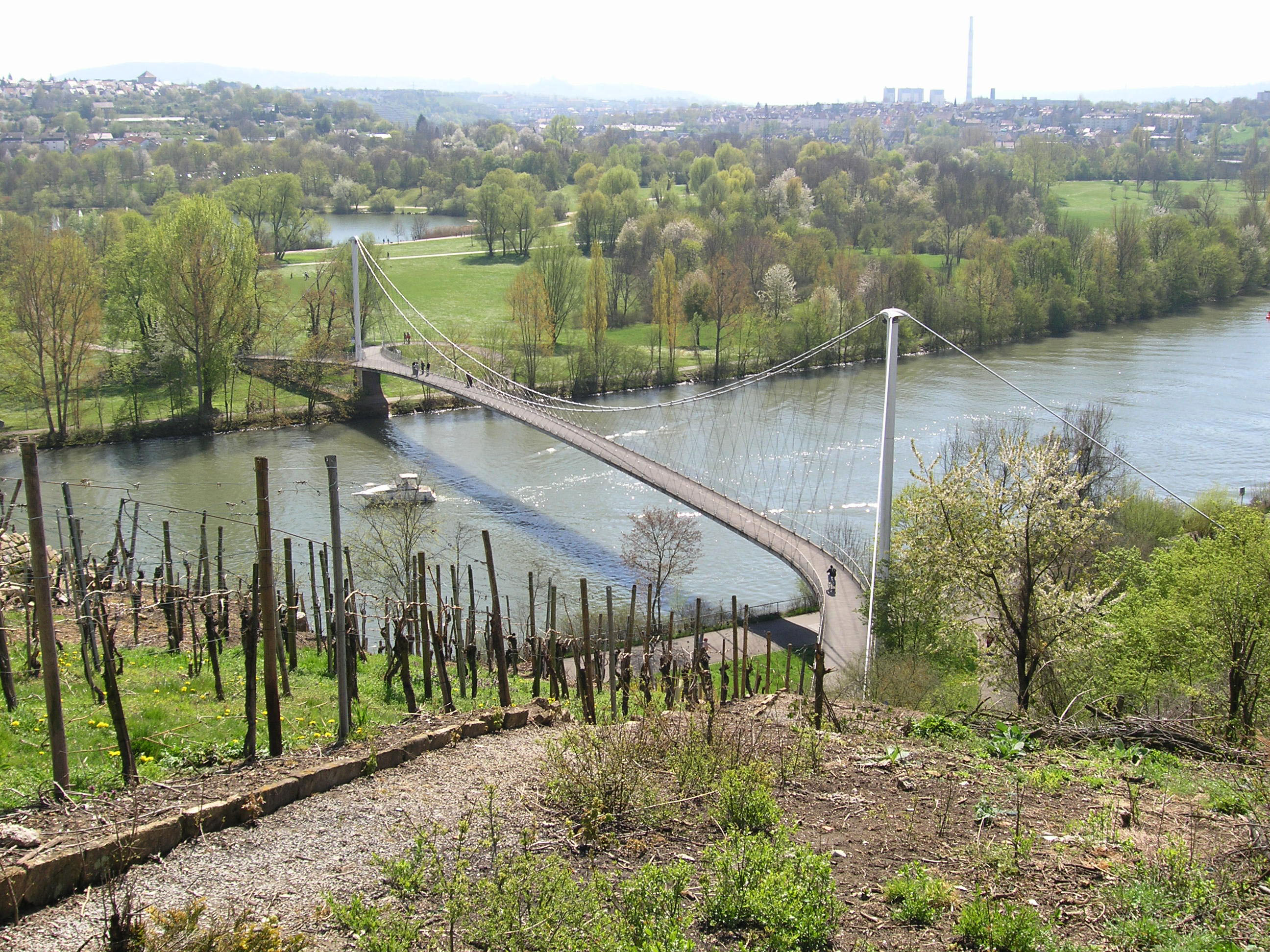
Max-Eyth-Steg, Stuttgart

Brigitte Schlaich wurde als Tochter des evangelischen Pfarrers Ludwig Schlaich (1899–1977) geboren; ihre Brüder waren Jörg Schlaich (1934–2021) und Klaus Schlaich (1937–2005).

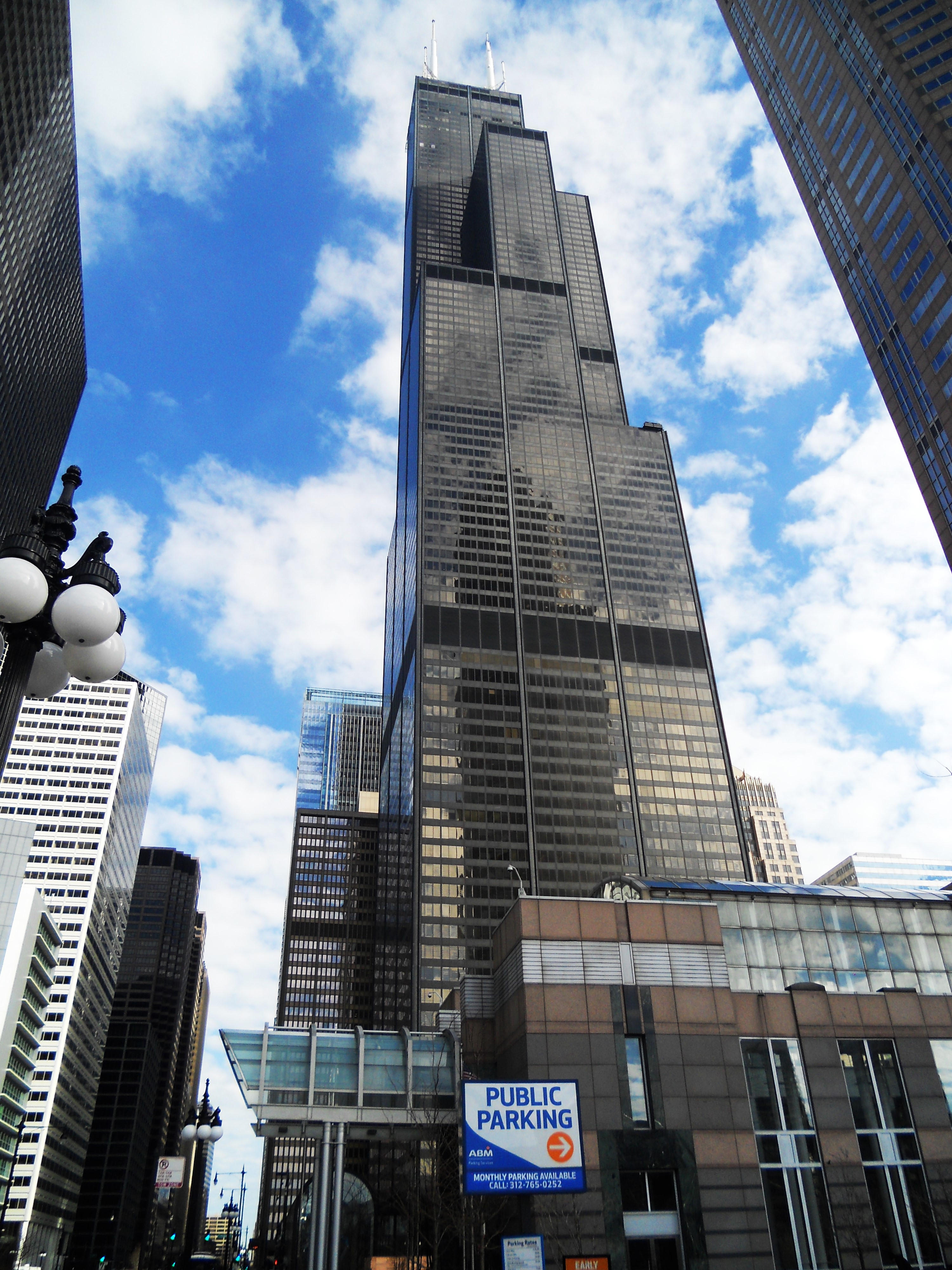
Sears Tower (heute Willis Tower)

Sie erhielt ihr Diplom-Ingenieur 1960 an der Universität Stuttgart. Dabei studierte sie 1956 und 1957 mit Fulbright-Stipendium am Illinois Institute of Technology, wo sie 1962 ihren Master of Architecture erhielt. Im Jahr 1957 heiratete sie den Fotografen und ehemaligen Bauhaus-Lehrer Walter Peterhans (1897–1960), der zwei Jahre älter als ihr Vater war und zu dieser Zeit am Illinois Institute of Technology lehrte.
Als Studentin wurde sie 1958 von Skidmore Owings and Merrill eingestellt. Sie blieb mit Unterbrechungen dreiunddreißig Jahre lang bei SOM und arbeitete mit Bruce Graham und Myron Goldsmith an nationalen und internationalen Projekten. 1973 wurde sie zum Associate bei SOM ernannt, 1979 zum Associate Partner. Sie ging 1990 in den Ruhestand.

## Projektbeteiligung bei Skidmore Owings and Merrill
- 1970–1972, 1980: Sears Tower, Chicago, Illinois
- 1973–1980: Baxter Travenol Headquarters and Laboratories, Deerfield, Illinois
- 1976–1978, 1985–1990: Arab International Bank World Trade Center und Hotel, Kairo, Ägypten
- 1981–1986: Perimeter Center, Atlanta, Georgia
- 1985–1989: Artigas Foundation, Gallifa, Spanien
- 1987–1990: Broadgate Exchange House, London
- 1989: Max-Eyth-Steg, Stuttgart, Deutschland[5]